# Jimmy Scoular
Pour les articles homonymes, voir Scoular.
James Scoular, couramment appelé Jimmy Scoular, est un footballeur international puis entraîneur écossais, né le 11 janvier 1925, à Livingston, West Lothian et décédé le 19 mars 1998 . Évoluant au poste de milieu de terrain, il est particulièrement connu pour ses saisons de joueur à Portsmouth| et à Newcastle United et ses saisons d'entraîneur à Cardiff City.
Il compte 9 sélections en équipe d'Écosse.

## Biographie

### Carrière en club
Natif de Livingston, West Lothian, le père de Jimmy, Alec Scoular, était aussi footballeur professionnel, ayant joué pour Alloa Athletic, Stenhousemuir et Leith Athletic.
Pendant son service militaire, il travailla comme ingénieur sur le HMS Dolphin à Gosport, période pendant laquelle il joua pour le club local, Gosport Borough (en).
S'engageant en 1945 pour le grand club voisin de Portsmouth, il ne tarda pas à s'imposer dans l'effectif en reconstruction de Jack Tinn (en), formant une paire redoutable de milieux latéraux avec l'international anglais Jimmy Dickinson.
À cette période, il impressionna beaucoup les commentateurs par sa résistance à toute épreuve et sa qualité de tacle, faisant dire à Duncan Edwards qu'il était le meilleur tacleur qu'il ait jamais vu.
Après avoir remporté deux titres de champion d'Angleterre consécutifs en 1948-49 puis 1949-50, ses relations avec le club se dégradèrent, se concluant par un transfert d'un montant de 26.000£ en faveur de Newcastle United en 1953.
Héritant du brassard de capitaine dès son arrivée, il joua son premier match le 22 août 1953, lors du derby du Tyne and Wear contre Sunderland. En tant que capitaine, il souleva la FA Cup après la victoire 3-1 contre Manchester City en 1955.
Il resta à Newcastle United jusqu'en 1960, où, à l'âge de 35 ans, il s'engagea comme entraîneur-joueur pour Bradford Park Avenue (en), dans un transfert d'un montant de 1.500£. Pour sa première saison à la tête du club, il réussit à obtenir la promotion pour la 3e division mais il connut une relégation deux ans plus tard en 4e division après la saison 1962-63. En février 1964, il mit un terme à sa carrière de joueur, ne restant plus qu'uniquement entraîneur du club, avant de se faire renvoyer quatre mois après.
Un mois après son départ de Bradford Park Avenue (en), il a été nommé entraîneur de l'équipe de 2e division, Cardiff City, le 1er juin 1964. Son départ avec le club fut désastreux, n'arrivant pas à remporter le moindre de ses 12 premiers matches à la tête de l'équipe. Son premier succès fut une victoire 1-0, le 13 septembre 1964, contre les danois du Esbjerg fB en Coupe d'Europe des vainqueurs de coupe (Cardiff City jouait très régulièrement cette compétition européenne en tant que vainqueur de la Coupe du Pays de Galles qu'ils pouvaient disputer avant 1995 et que Scoular remporta 7 fois sur 9 possibilités).
Cette première saison de Scoular vit Cardiff City atteindre les quarts de finale de la Coupe d'Europe des vainqueurs de coupe 1964-65, éliminé par les espagnols du Real Saragosse 2-3 (score cumulé). Pour l'édition 1967-68 de cette compétition, il fit encore mieux, atteignant les demi-finales, éliminé par les allemands du Hambourg SV 3-4 (score cumulé). Ce résultat est, encore aujourd'hui, la meilleure performance réalisée par un gallois en compétition européenne.
En championnat, après avoir failli obtenir la promotion dans l'élite à la suite de la saison 1970-71, les résultats suivants furent moins brillants, avec notamment une 20e place lors de la saison 1972-73. Les premiers résultats de la saison suivante n'étant pas encourageants, Cardiff City décida de se séparer de Scoular, le 7 novembre 1973, après 9 années et 427 matches à la tête de l'équipe.
Après avoir entraîner pendant une saison Newport County, il est devenu recruteur pour Aston Villa, Wolverhampton Wanderers, Swansea City et Newcastle United. Après s'être totalement retiré du milieu du football, il travailla comme représentant d'une entreprise de chimie avant de tenir une maison d'hôte à Cardiff où il mourut 19 mars 1998 .

### Carrière internationale
Jimmy Scoular reçoit 9 sélections en faveur de l'équipe d'Écosse. Il joue son premier match le 12 mai 1951, pour une victoire 3-1, à l'Hampden Park de Glasgow, contre le Danemark en match amical. Il reçoit sa dernière sélection le 5 novembre 1952, pour un match nul 1-1, à l'Hampden Park de Glasgow, contre l'Irlande en British Home Championship. Il n'inscrit aucun but lors de ses 9 sélections.
Il participe avec l'Écosse aux British Home Championships de 1952 et 1953. 

## Palmarès

### Comme joueur
- Portsmouth :
  - Champion d'Angleterre en 1948-49 et 1949-50
  - Vainqueur du Charity Shield en 1949
  - Vainqueur de la London War Cup (en) en 1946

- Newcastle United :
  - Vainqueur de la FA Cup en 1955

### Comme entraîneur
- Cardiff City :
  - Vainqueur de la Coupe du Pays de Galles en 1964, 1965, 1967, 1968, 1969, 1970, 1971 et 1973
  - Demi-finaliste de la Coupe d'Europe des vainqueurs de coupe en 1968